# Klara Milch
Klara Milch (* 24. Mai 1891 in İzmir; † 13. Juli 1970 in Multan) war eine österreichische, jüdische Schwimmerin.

## Karriere
Bei den Olympischen Spielen 1912 in Stockholm standen erstmals Schwimmwettbewerbe für Damen auf dem Programm. Am 8. Juli schied Milch im 100-Meter-Freistil-Wettbewerb im ersten Vorlauf aus. Am 15. Juli 1912 gewannen Margarete Adler, Klara Milch, Josephine Sticker und Bertha Zahourek die Bronzemedaille in der 4×100-Meter-Freistilstaffel hinter den Staffeln aus dem Vereinigten Königreich und aus Deutschland. Damit waren die vier Schwimmerinnen die ersten österreichischen Frauen, die eine olympische Medaille gewannen.
Sie heiratete am 8. Juni 1921 in Berlin den österreichischen Ingenieur Gustav Durst (* 29. Dezember 1880 in Wien). Während der Zeit des Nationalsozialismus konnte das Paar nach Großbritannien emigrieren.